# إيلا (أسطورة)
إيلا (بالإنجليزية: Ila)‏ حسب أسطورة ساموية اسم أول امرأة في جزيرة توتويلا (ساموا الأمريكية).